# Yandex Search
Yandex Search (Russisch: Яндекс) is een internetzoekmachine, eigendom van het Russische bedrijf Yandex. Het is Yandex' kernproduct, dat in 2010 goed was voor 64% van al het zoekverkeer in Rusland.